# 情報通信政策研究所

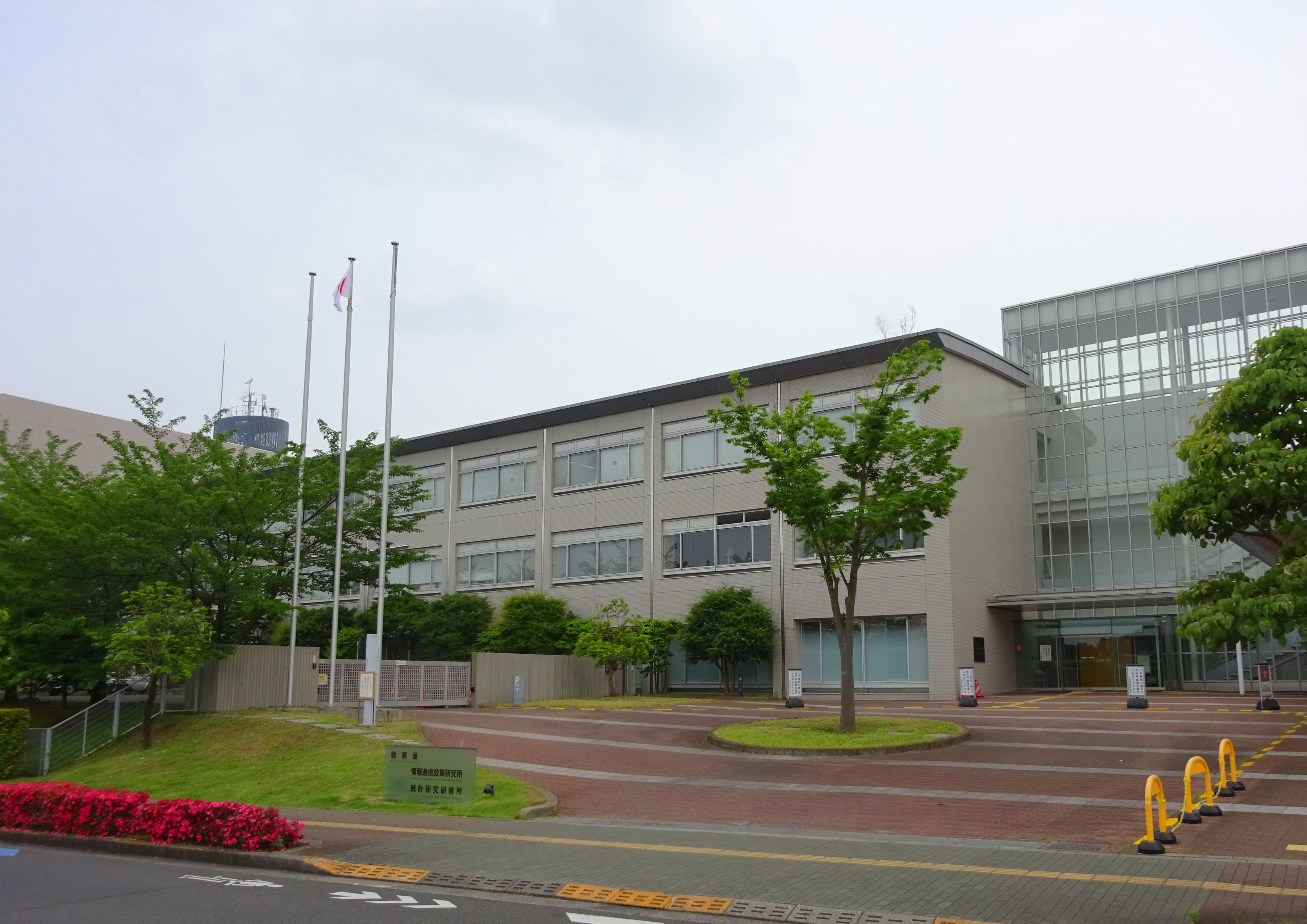
情報通信政策研究所・統計研究研修所

情報通信政策研究所（じょうほうつうしんせいさくけんきゅうじょ、英称：Institute for Information and Communications Policy、IICP）は、総務省の施設等機関のひとつ。情報通信政策分野の調査研究を所掌するとともに、情報通信行政に従事する総務省職員への研修を行う。

## 沿革
- 2003年（平成13年）4月1日：総務省情報通信研修所を改組して情報通信政策研究所が発足。
  - 同時期に廃止された旧総務省郵政研究所の情報通信分野の調査研究機能を統合。
- 2004年（平成16年）：総務部及び研修部が旧電波職員訓練所以来の東京都目黒区駒場から国分寺市へ移転、調査研究部は港区麻布台から総務省本省と同じ千代田区霞が関の中央合同庁舎第2号館へ移転。

## 所在地
所在地は2か所に分かれている。
- 総務部・研修部：東京都国分寺市泉町2-11-16
- 調査研究部：東京都千代田区霞が関2-1-2　中央合同庁舎第2号館

## 前身機関の沿革

### 旧情報通信研修所
旧情報通信研修所は、1950年6月に電波監理行政が電気通信省から総理府に移管し発足した電波監理委員会が職員訓練所を設置したことにその起源を有する。1952年8月の電波監理委員会の郵政省への統合に伴い郵政省電波職員訓練所に改称し、さらに1962年9月には名称を簡潔なものに改めて郵政省電波研修所とした。1985年の電気通信自由化に伴い、郵政省の電気通信行政は多岐にわたることとなり、従前の電波監理行政は電気通信行政の一環として行われるようになったため、新たに電気通信研修所に改称した。これが中央省庁再編による総務省への統合に伴い、2001年1月からは情報通信研修所と改称された。

### 旧郵政研究所
情報通信政策の調査研究機能は、1988年に発足した旧郵政省（中央省庁再編以降は総務省）の施設等機関である旧郵政研究所が所管していた。2003年4月1日、日本郵政公社の発足に伴い旧郵政研究所の所掌事務のうち郵政事業の調査研究機能は公社の郵政総合研究所が引き継ぐこととなり、残余の情報通信政策の調査研究機能は単独では独立の機関の所管とする規模にないため、情報通信研修所と統合する形で情報通信政策研究所に引き継がれた。2007年、郵政総合研究所は廃止された。

## 組織
- 所長
- 総務部
  - 総務課
  - 教務課
- 調査研究部
- 研修部